# Pallavolo ai XVI Giochi dei piccoli stati d'Europa - Convocazioni al torneo maschile
Elenco dei giocatori convocati per i XVI Giochi dei piccoli stati d'Europa.

## Islanda
| N° | Nome                   | Ruolo | Data di nascita   | Squadra             |
| -- | ---------------------- | ----- | ----------------- | ------------------- |
| -  | Rogerio Ponticelli     | All   | 31 maggio 1968    | -                   |
| 2  | Kjartan Grétarsson     | C     | 23 agosto 1982    | HK Kópavogur        |
| 3  | Lúðvík Matthíasson     | P     | 2 settembre 1996  | HK Kópavogur        |
| 4  | Kristján Valdimarsson  | S/O   | 15 febbraio 1989  | Gentofte            |
| 5  | Filip Szewczyk         | -     | 17 gennaio 1978   | KA Akureyri         |
| 6  | Matthías Haraldsson    | L     | 30 ottobre 1980   | HK Kópavogur        |
| 7  | Theódór Þorvaldsson    | C     | 19 settembre 1997 | HK Kópavogur        |
| 8  | Hafsteinn Valdimarsson | C     | 15 febbraio 1989  | Gentofte            |
| 10 | Valgeir Vageirsson     | S     | 30 agosto 1988    | Þróttur Neskaupstað |
| 11 | Róbert Hlöðversson     | S/O   | 12 ottobre 1978   | Stjarnan            |
| 14 | Ævarr Birgisson        | S     | 16 novembre 1996  | KA Akureyri         |
| 16 | Andris Orlovs          | -     | 13 luglio 1984    | HK Kópavogur        |
| 18 | Alexander Stefánsson   | C     | 5 dicembre 1990   | -                   |

## Lussemburgo
| N° | Nome              | Ruolo | Data di nascita  | Squadra       |
| -- | ----------------- | ----- | ---------------- | ------------- |
| -  | Dieter Scholl     | All   | 28 gennaio 1969  | -             |
| 1  | Dominik Husi      | L     | 4 gennaio 1989   | Einsiedeln    |
| 2  | Olivier de Castro | L     | 12 febbraio 1988 | Strassen      |
| 4  | Kamil Rychlicki   | S     | 1º novembre 1996 | Strassen      |
| 5  | Arnaud Maroldt    | S/O   | 30 giugno 1987   | CHEV          |
| 6  | Gilles Braas      | P     | 17 marzo 1992    | RSR Walfer    |
| 7  | Jan Lux           | C     | 21 giugno 1984   | Einsiedeln    |
| 8  | Ralf Lentz        | C     | 2 febbraio 1981  | Strassen      |
| 9  | Steve Weber       | S/O   | 18 febbraio 1997 | Bartréng      |
| 11 | Tim Laevaert      | S     | 25 gennaio 1987  | CHEV          |
| 12 | Charel Hoffmann   | C     | 14 luglio 1997   | Bartréng      |
| 14 | Chris Zuidberg    | C     | 2 settembre 1994 | Lorentzweiler |
| 19 | Robert Tomsicek   | P     | 26 maggio 1981   | Strassen      |

## Monaco
| N° | Nome                  | Ruolo | Data di nascita  | Squadra |
| -- | --------------------- | ----- | ---------------- | ------- |
| -  | Dragan Pezelj         | All   | 22 febbraio 1967 | -       |
| 2  | Thomas Darvaux-Hubert | -     | 10 agosto 1990   | Monaco  |
| 3  | Frédéric Waltz        | C     | 8 settembre 1990 | Monaco  |
| 4  | Dragan Pezelj         | P     | 22 febbraio 1967 | Monaco  |
| 5  | Olivier Lorenzi       | -     | 8 aprile 1985    | Monaco  |
| 6  | Adrien Gueru          | -     | 1º giugno 1990   | Monaco  |
| 7  | Mathieu Orszulak      | -     | 26 giugno 1989   | Monaco  |
| 8  | Henry Authier         | -     | 12 novembre 1985 | -       |
| 9  | Christophe Ulivieri   | S     | 13 dicembre 1980 | -       |
| 10 | Frédéric Ristorto     | S     | 1º ottobre 1991  | -       |
| 12 | Frank Gopcevic        | L     | 5 ottobre 1985   | -       |
| 14 | Pascal Ferry          | S/O   | 26 febbraio 1988 | -       |
| 15 | Vincent Ferry         | -     | 4 febbraio 1990  | -       |

## San Marino
| N° | Nome                | Ruolo | Data di nascita   | Squadra      |
| -- | ------------------- | ----- | ----------------- | ------------ |
| -  | Stefano Mascetti    | All   | -                 | -            |
| 2  | Marco Rondelli      | P     | 6 luglio 1994     | Beach & Park |
| 4  | David Zonzini       | C     | 11 marzo 1994     | Beach & Park |
| 5  | Paolo Crociani      | P     | 26 settembre 1986 | -            |
| 6  | Alessandro Gennari  | L     | 16 febbraio 1988  | Beach & Park |
| 7  | Emanuele Cervellini | L     | 12 aprile 1975    | Beach & Park |
| 8  | Joshua Kessler      | S     | 19 dicembre 1990  | -            |
| 9  | Federico Tentoni    | S     | 10 maggio 1999    | Beach & Park |
| 11 | Ivan Stefanelli     | S     | 23 settembre 1978 | Tre Penne    |
| 13 | Giuliano Vanucci    | C     | 29 giugno 1990    | Beach & Park |
| 14 | Andrea Lazzarini    | S     | 28 maggio 1990    | Beach & Park |
| 15 | Francesco Tabarini  | S     | 19 marzo 1981     | Beach & Park |
| 18 | Matteo Zonzini      | C     | 4 settembre 1989  | Beach & Park |